# Anna G. Jónasdóttir
Anna Guðrún Jónasdóttir, född 2 december 1942 i Akureyri, är en isländsk statsvetare, professor emerita i genusvetenskap vid Örebro universitet och co-director för GEXcel International Collegium for Advanced Transdisciplinary Gender Studies.
Hennes forskningsintresse är samhällsteori och politisk teori. Hon fick uppmärksamhet för bland annat sin teori om "love power". Hon har även studerat sociologi på avancerad nivå.

## Biografi
Anna Jónasdóttir föddes i Akureyri, som dotter till Indíana Gísladóttir och Jónas Jóhansson. Hon avslutade sin gymnasieutbildning där 1961. Två år senare avlade hon lärarexamen, varvid hon forsatte som lärare och forskare vid högskolor och universitet i Sverige (Uppsala, Örebro och Göteborg).
Jónasdóttir disputerade i statsvetenskap vid Göteborgs universitet 1991, med avhandlingen Love Power and Political Interests. Bokern gavs samma år ut i tryck som del av Örebro Studies.

### Yrkesliv
1997 antogs hon som oavlönad docent vid samma institution, efter att under fem års tid haft en tjänst som postdoktor vid Humanistisk-samhällsvetenskapliga forskningsrådet. Hon har också innehaft ett antal anställningar som adjunkt- och lektor i sociologi, statskunskap och kvinnostudier vid bland annat dåvarande högskolan i Örebro och Göteborgs universitet.
Genom åren har Jónasdóttir deltagit i en mängd olika offentliga expertuppdrag. Detta inkluderar den kvinnomaktutredning som beslutades om 1994.
Jónasdóttir blev 2001 den första professorn i genusvetenskap vid Örebro universitet, en position hon innehade fram till 2009. Hon ledde från starten det mångvetenskapliga Centrum för feministiska samhällsstudier som kommit att samordnas av universiteten i Örebro, Linköping och Karlstad.
2015 utnämndes Jónasdóttir till hedersdoktor i statsvetenskap vid Islands universitet.

### Privatliv
Jónasdóttir var gift med nu framlidne statsvetaren Bo Jonsson.